# Gardenia tropidocarpa
Gardenia tropidocarpa är en måreväxtart som beskrevs av Herbert Fuller Wernham. Gardenia tropidocarpa ingår i släktet Gardenia och familjen måreväxter. Inga underarter finns listade i Catalogue of Life.